# 民主的平和論
民主的平和論（みんしゅてきへいわろん、英語: Democratic peace theory）とは、民主国家は、他の民主国家とみなす相手に対しては戦争を避ける傾向がある、という国際関係論上の主張。イマヌエル・カントなどにより論じられた。
この主張は国家による暴力を抑制する動機として、参戦論と対比させて平和理論とも呼ばれる。また複数の理論家は「民主国家相互の平和論」や、「民主国家間の不侵略の仮説」とも呼んでおり、民主国家自体が特に平和主義なのではないが、民主国家間では平和を持続させる事が容易である、と説明している。

## 歴史

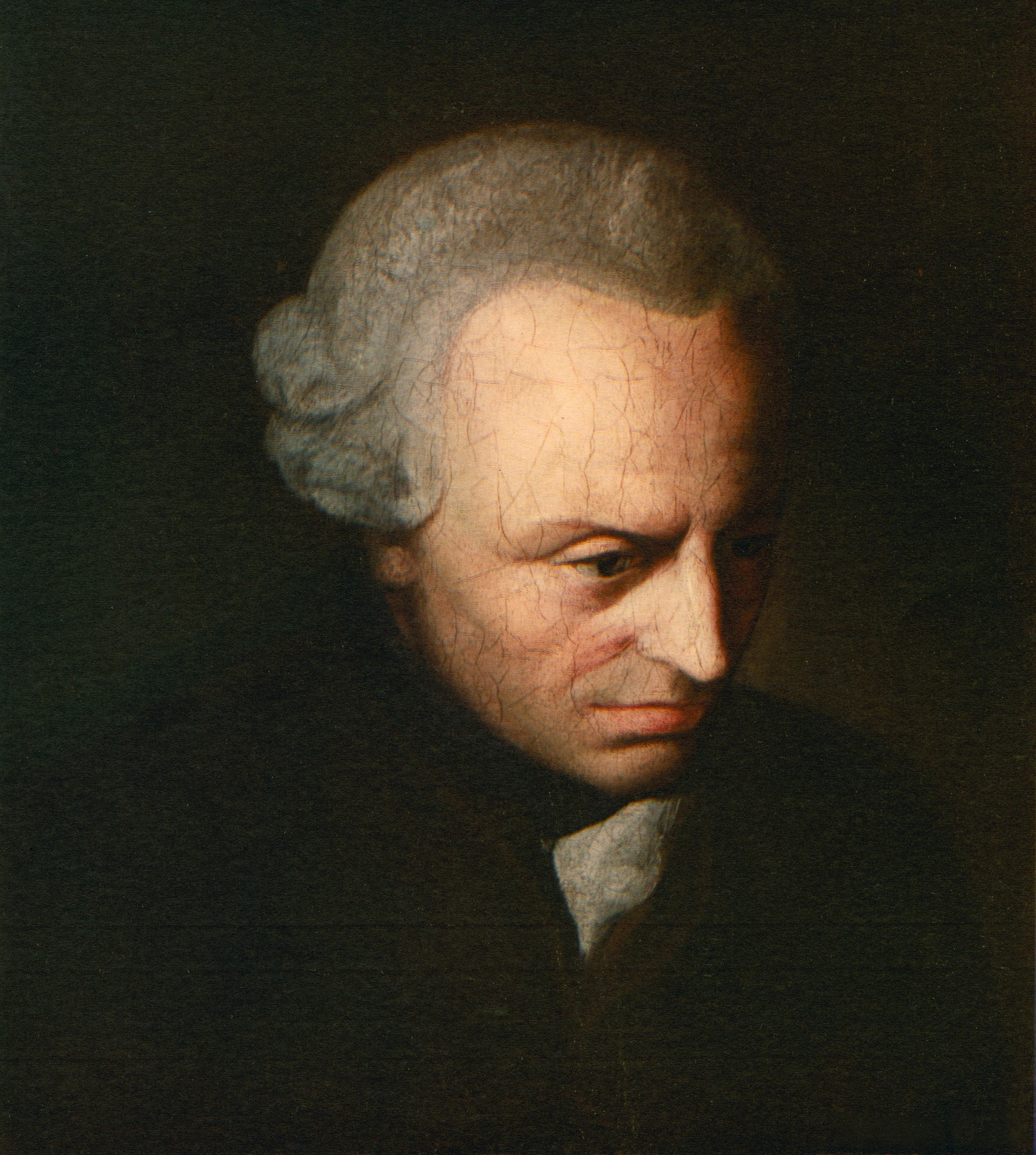
イマヌエル・カントの肖像画

民主的平和論の概念の基本原則は、初期には哲学者のイマヌエル・カントや政治哲学者のトマス・ペインらの著作によって論じられたが、その理論が厳密あるいは科学的に研究されたのは1960年代以降である。
カントは1795年の著作「永遠平和のために」でこの理論に触れたが、彼は世界の恒久平和のための必要条件の1つとして立憲共和制を考えた。彼の理論では、自衛を除けば人々の多数派は参戦には投票しない。更に、仮に全国家が共和制となれば、侵略は無くなるであろうから、戦争は無くなる。
またトマス・ペインはカントよりも早く、共和制の平和的な特質について、同様にあるいは更に強く主張した。1776年の著作「コモン・センス」では、「ヨーロッパの共和国は全て、そして恐らく常に、平和である」と記した。彼は、君主は状況によっては名誉のために戦争を行うが、共和国は異なると論じた。

## 民主国家の定義
民主国家は、男女普通選挙制、複数政党制、報道の自由などを基準にして決定する。ただし、マイケル・ドイルは、「200年間まったく民主国家同士が戦争をしなかった」ということを証明するために、時代によって民主国家の基準を変動させており、恣意的だという批判を受けている。

## 批判
民主主義は一部リアリストから、好戦的で無責任で衝動的という指摘がある。また、第二次世界大戦では、民主主義国家に妥協の論理が著しく欠如していた。また、民主主義を広めたアメリカはその強大な軍事力を行使し、ベトナム　湾岸　アフガンで、戦争をしていた。2024現在では、ほぼ専制国家のイランより民主主義国家のイスラエルの方が、すさまじく好戦的である。つまり、どのような国家も力を相対的に持ちすぎると戦争をする傾向にある。

## 民主国家同士が平和的である理由
- イデオロギー対立がないから
最も単純に考えて、イデオロギーの同じ国同士は、イデオロギー対立がないので戦争になりにくい。
- 議会主義的交渉能力の発達
民主国家は議会主義的交渉能力が発達しているので、たいていの問題は非暴力的な交渉で解決が可能で、戦争という手段にいたるまで対立がエスカレートすることがない。これに対し独裁国は、協議を時間稼ぎや恫喝の場としか考えていない。例えばヒトラーはミュンヘン会談の決定に何の誠意も見せなかった。
- リベラリズムの発達
民主国家では、野党を弾圧せずマイノリティの言論の自由を保護するというリベラリズム（寛容性）が発達しているので、少数派を暴力によって打倒・排除することが倫理的に悪と認識されている。
- 情報の開示
民主国家は、戦争決定する上で議会・国民の支持を得なくてはならないので、情報開示性が高く、他国に奇襲攻撃を加えることがない。つまり、相互不信が高まることが少なく、いわゆる「囚人のジレンマ」に陥ることが少ない。これは宣戦布告による戦争だけでなく冷戦抑止にも大きな効果を持つ。
- 攻撃する側が戦争の大義名分を得がたい
民主国家は、当然民主主義を正義と見なしている。従って、民主主義国家が独裁国家を攻撃する場合は、「独裁者からの民衆の解放」という大義名分を作りやすいが、民主主義国家を攻撃する場合にはそれが困難である。
- 歴史段階として戦争を克服したから
フランシス・フクヤマは歴史哲学的視点から、民主国家を歴史（国家興亡史）の終わった世界、脱歴史世界と呼び、民主国家は歴史段階として戦争を克服したと考えた。大量破壊兵器が発達した現代では、戦争は経済的にも不合理で、人道主義的にも野蛮な行為である。先進国間では、戦争はもはや問題解決の手段としては有効ではなく、例えば石器や火縄銃、蒸気機関車のように、現象としては過去の遺物となった。また、戦争原因は経済的利害のぶつかり合いではなく、気概、優越願望、差別意識（狂信的な宗教原理主義や偏狭的な民族主義やナショナリズム）のぶつかり合いによって起こると考え、民主主義のもつ平等主義、対等願望、普遍的認知が戦争抑止に大きく貢献したと考えた。

## 反証例とされる民主国家間の戦争候補とその反論
- 米英戦争
当時米英はともに男女普通選挙制を達成していない。
- 1～3次印パ戦争
第一次印パ戦争は、独立直後の混乱期。第二次印パ戦争は、アユーブ・ハーン軍事政権下。第三次印パ戦争はヤヒヤー・ハーン軍事政権下。
- カルギル紛争
越境してきたゲリラとインド軍の戦争。印パ間で正規軍同士の交戦はなし。
- タラ戦争
死傷者なし。戦争とは到底言えない。
- フォークランド紛争
アルゼンチンは1976年～1983年まで軍事政権下。
- コソボ空爆
正規兵の死者は1000人以下。戦争と言う規模ではない。
- バスク、 北アイルランド紛争
バスクはETA、北アイルランドはIRA暫定派らによるテロが続いているが、ともに非政府組織であり、戦争という状態ではない。
- ユーゴスラビア紛争
- 南オセチア紛争
ロシアのプーチン・メドヴェージェフ政権はきわめて強権的である。
- 南北戦争
- パレスチナ問題      　　　　　　　　　　　　　　　ハマスは武力によりガザ地区を支配している。

また近代における植民地政策のように、民主政国家が自国より圧倒的に国力の劣るアジアアフリカ諸国に侵略をしかけており
あくまで民主的平和論とは欧米中心的な見方である。

## 敵対行動の5段階レベル
ブルース・ラセットは『パクス・デモクラティア』のなかで、敵対段階に以下のような基準と定義を設けている。
- 第1段階…軍事的対立が全くない
- 第2段階（威嚇）…武力を使用するとの口頭による脅し
- 第3段階（誇示）…動員、あるいは兵員や軍艦の移動などによる武力の誇示
- 第4段階（武力の使用）…封鎖、敵国人の拘束、あるいは領土の占領、多少の負傷者を伴う衝突などを含む武力の限定的使用
- 第5段階（戦争）…戦闘による死者が、全部で少なくとも1000人以上であり、しかもそれぞれの参加国に少なくとも100人の死者が生じたか、あるいは、1000人以上の兵士が参加する国家間戦争[8]

ラセットは民主国家間では、戦争以下の敵対行動（威嚇や誇示や武力の使用）も少ないことを指摘している。民主国家はコミュニケーション技術を発達させることにより、国家間の軍事的緊張感、冷戦性を摩滅することができる。それは、相互威嚇によって軍事的緊張感を極限まで高めて戦争を強制的に防止する核抑止論とは本質的に異なっている。

## 現実主義批判
民主的平和論は、相互に高度な民主体制を構築できれば、軍事バランス論や勢力均衡論とも無関係に安全保障が成立するため、政治学における現実主義に対する批判材料のひとつとなっている。そのため、ヨーロッパのように大半の国が民主国家となった地域では、大規模な軍縮や防衛費の削減が可能となる。